# Norra Skarsudd
Norra Skarsudd är en ö i Åland (Finland). Den ligger i Skärgårdshavet och i kommunen Kökar i landskapet Åland, i den sydvästra delen av landet. Ön ligger omkring 74 kilometer öster om Mariehamn och omkring 220 kilometer väster om Helsingfors.
Öns area är 6,6 hektar och dess största längd är 0,6 kilometer i sydväst-nordöstlig riktning. Ön höjer sig omkring 10 meter över havsytan.